# Silver Strand (Californie)
Pour les articles homonymes, voir Silver Strand.

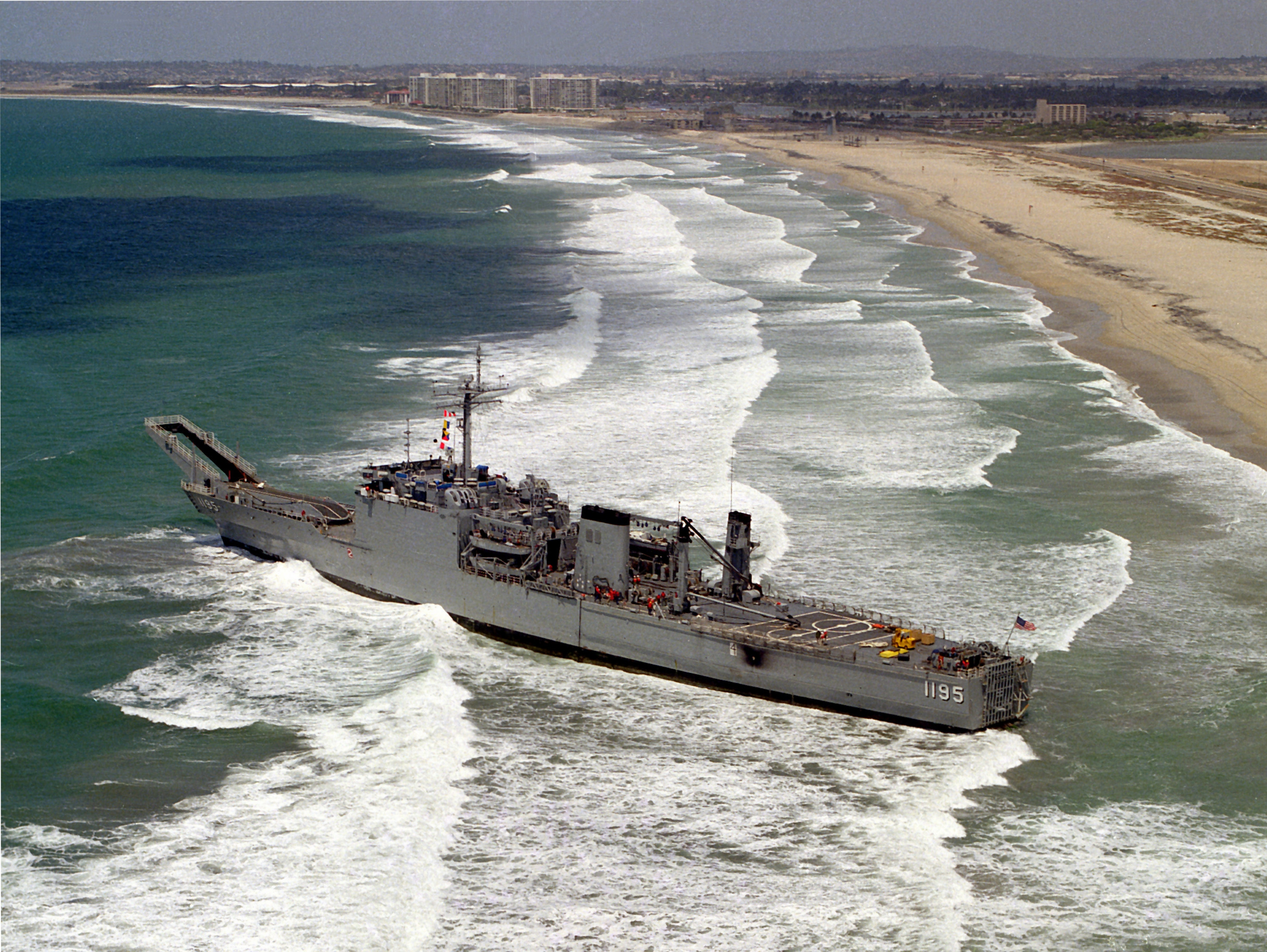
L' échoué sur la Silver Strand en 1984.

La Silver Strand est un isthme de 11 kilomètres fermant la baie de San Diego, en Californie, aux États-Unis, le séparant de l'océan Pacifique et reliant la North Island au continent. Il est parcouru par la California State Route 75 qui relie Coronado à Imperial Beach.